# Neaethus maculatus
Neaethus maculatus är en insektsart som beskrevs av Melichar 1906. Neaethus maculatus ingår i släktet Neaethus och familjen sköldstritar. Inga underarter finns listade i Catalogue of Life.